# Amtsgericht Hochheim

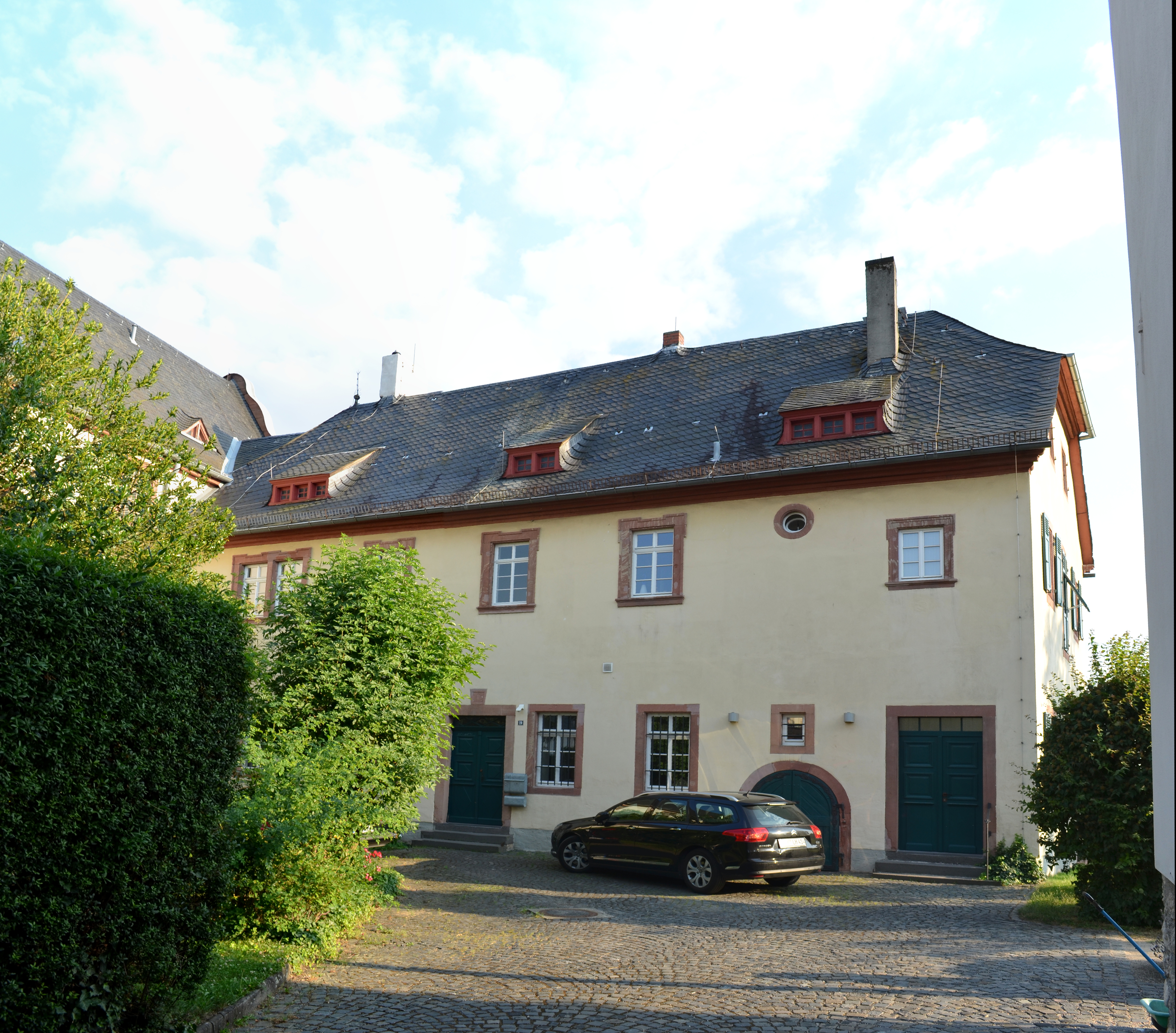
Gebäude des früheren Amtsgerichtes

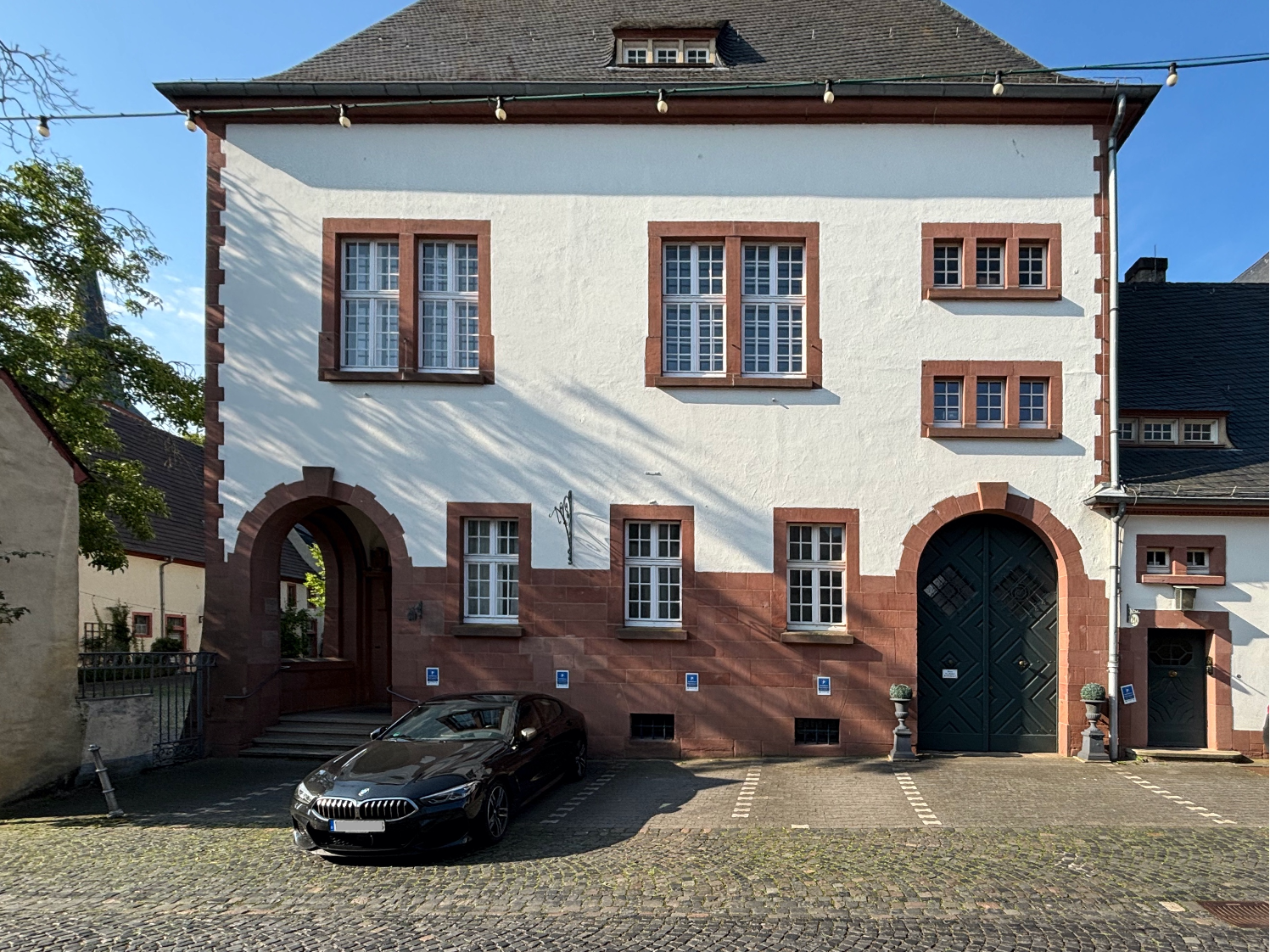
Amtsgerichtsgebäude von 1912 bis 2004, Front an der Kirchstraße 21 in Hochheim am Main

Das Amtsgericht Hochheim (auch Amtsgericht Hochheim am Main) war ein von 1867 bis 2005 eigenständiges Amtsgericht mit Sitz in der Stadt Hochheim am Main.

## Vorgeschichte
Vogtei und Gericht in Hochheim gehörten im 13. Jahrhundert den Grafen von Sponheim und gingen 1313 auf die Herren von Eppstein über. Hochheim unterstand dem Eppsteinschen Landgericht Mechtildshausen. 1478 ging der Ort an Kurmainz über. Das Ortsgericht war ein Schöffengericht aus 14 Schöffen, von denen seit 1548 einer Unterschultheiß war (mit Bestätigung des Domkapitels). 1786 erfolgte eine Neuorganisation der Gerichtswesens: Der Amtsschultheiß war nur für die Rechtsprechung für Hochheim, Flörsheim und Astheim zuständig, das Ortsgericht, bestehend aus Schultheiß und vier Schöffen, nur noch für die freiwillige Gerichtsbarkeit und Prozesse bis zehn Gulden.
Mit dem Reichsdeputationshauptschluss 1803 kam Hochheim an Nassau. Dort wurde die Rechtsprechung in erster Instanz durch den Amtmann des Amtes Hochheim vorgenommen. Nach der Märzrevolution 1848 erfolgte 1849 die Trennung von Verwaltung und Rechtsprechung. Die Verwaltung ging an das Kreisamt Höchst, das bisherige Amt wurde als Justizamt Hochheim Gericht erster Instanz. Diese Änderung wurde jedoch 1854 rückgängig gemacht und das alte Amt Hochheim wieder eingeführt.

## Geschichte

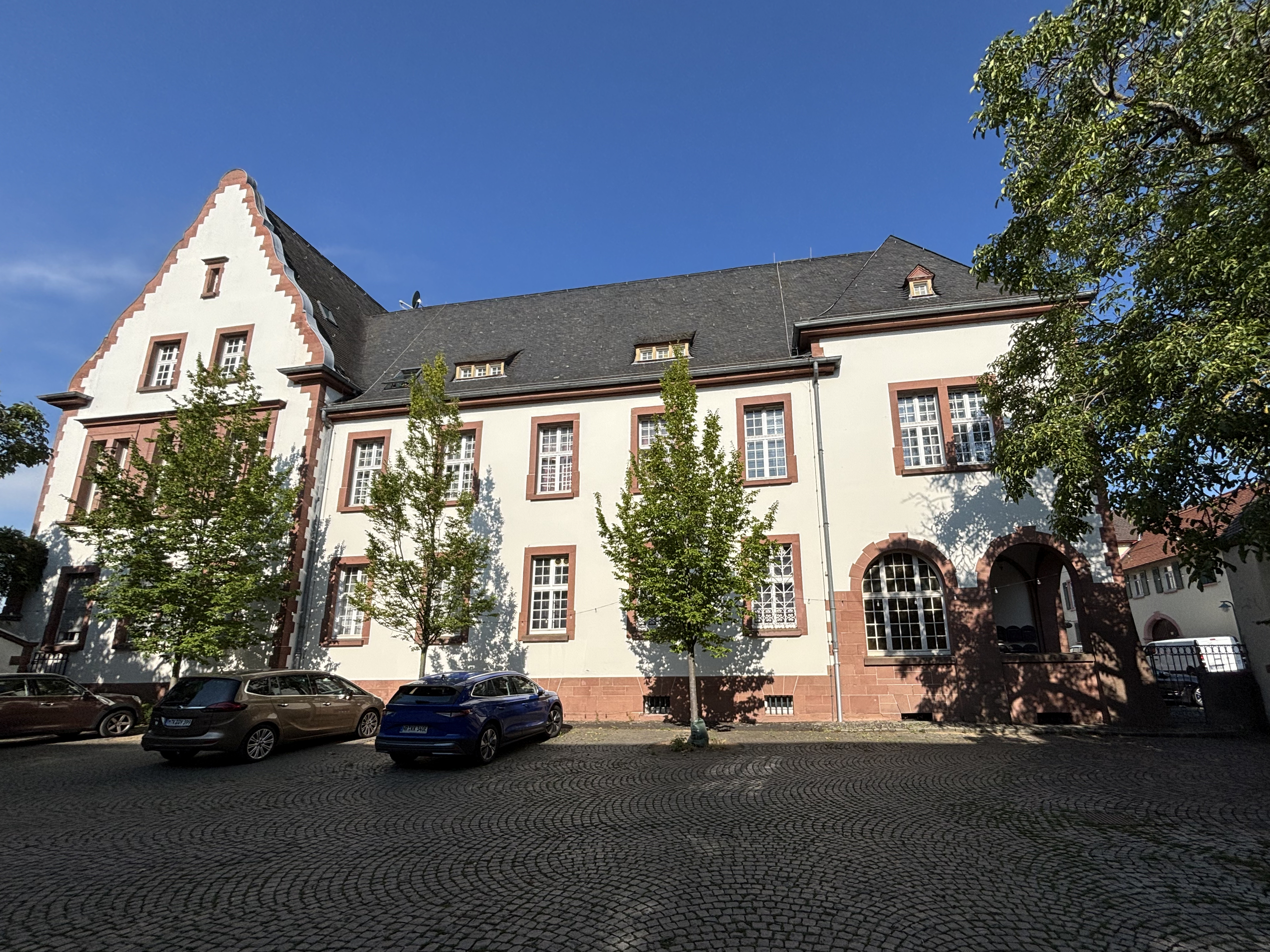
Amtsgerichtsgebäude von 1912 bis 2004, Seitenansicht zum Domdechaneyhof hin

Nach der im Deutschen Krieg erfolgten Zwangseingliederung des Herzogtums Nassau in den preußischen Staat erging im Juni 1867 eine königliche Verordnung, die die bisherige nassauische Gerichtsverfassung komplett neu ordnete. Die bisherigen Gerichts- und Verwaltungsbehörden wurden aufgehoben und im Bereich der Justiz durch Amtsgerichte in erster, Kreisgerichte in zweiter und ein Appellationsgericht in dritter Instanz ersetzt. So wurde am 1. September 1867 aus dem bisherigen Amt Hochheim das Amtsgericht Hochheim, dessen Bezirk sich somit aus der Stadt Hochheim, dem Marktflecken Flörsheim und den Ortschaften Breckenheim, Delkenheim, Diedenbergen, Eddersheim, Igstadt, Langenhain, Lorsbach, Marxheim, Massenheim, Medenbach, Nordenstadt, Wallau, Weilbach, Wicker und Wildsachsen zusammensetzte. Gehörte dieses Gericht zunächst noch zum Bezirk des Kreisgerichts Wiesbaden kam es aufgrund der Einführung des Gerichtsverfassungsgesetzes am 1. Oktober 1879 zum Wechsel in den Bezirk des neu errichteten Landgerichts Wiesbaden, gleichzeitig wurde der Sprengel des Amtsgerichts Hochheim um die dem Amtsgericht Höchst am Main zugeteilten Orte Langenhain, Lorsbach, Marxheim und die dem Amtsgericht Wiesbaden zugeteilten Orte Igstadt, Medenbach, Nordenstadt sowie Wildsachsen verkleinert.

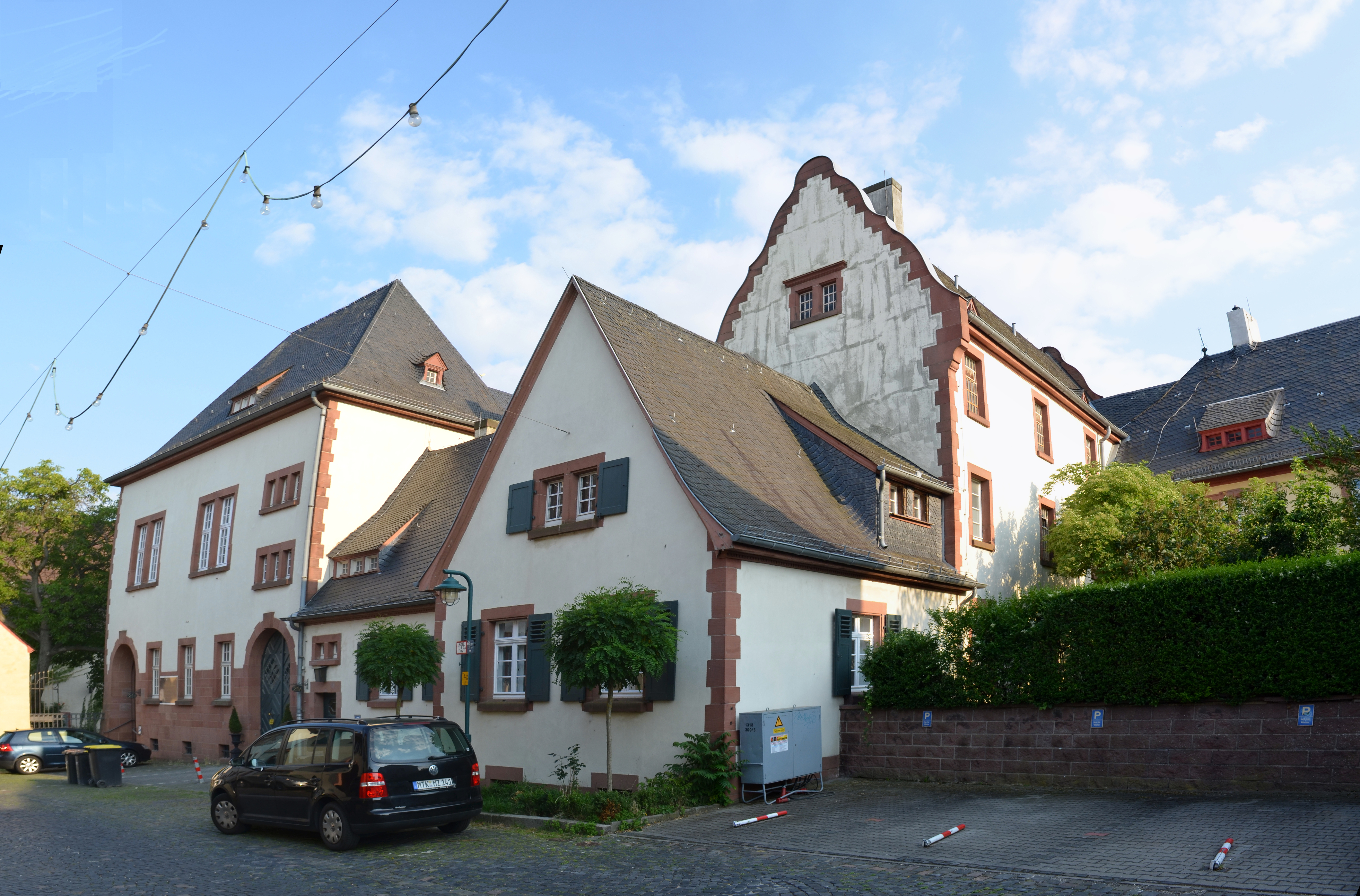
Ehemaliges Amtsgerichtsgebäude, Kirchstraße 21 und 21 a

Im Zuge der Gebietsreform in Hessen mussten am 11. August 1972 der nach Hofheim am Taunus eingemeindete Ort Diedenbergen an das Amtsgericht Frankfurt am Main, am 1. Juli 1973 der nach Hattersheim am Main eingemeindete Ort Eddersheim an das AG Frankfurt und schließlich zum 1. Januar 1977 die beiden nach Wiesbaden eingemeindeten Orte Breckenheim und Delkenheim an das Wiesbadener Amtsgericht sowie der nun zu Hofheim gehörige Ort Wallau wiederum an das Frankfurter Amtsgericht abgegeben werden.
Am 1. Januar 2005 wurde das Amtsgericht Hochheim am Main schließlich aufgehoben und die bis dahin seinen Bezirk bildenden Städte Hochheim am Main und Flörsheim am Main dem Amtsgericht Wiesbaden zugewiesen.

## Gerichtsgebäude
Das Gericht befand sich in einem 1725 erbauten und 1802 säkularisierten Wirtschaftsbau der Karmeliter an der Kirchstraße 19 in 65239 Hochheim am Main bis 1867. Seit 1918 war in dem heute unter Denkmalschutz stehenden Haus das Zollamt untergebracht. Bis 1867 stand in der Kirchstraße 21 ein Vierseitenhof des Jesuitenordens. Mit der Zugehörigkeit zum preußischen Staat entstand 1867 hier ein neues Gebäude, in dem neben dem Amtsgericht auch eine Oberschultheißenwohnung und ein sogenanntes Probierhaus (für angehende Mönche zur Probe) untergebracht war. Als diese Gebäude zu klein geworden waren, wurde 1910–1912 ein neues Amtsgerichtsgebäude mit einer Jugendarrestanstalt erbaut. Als am 31. Dezember 2004 das Amtsgericht aufgelöst und in das Amtsgericht Wiesbaden eingegliedert wurde, stand das heute unter Denkmalschutz stehende Gebäude zunächst leer. Im Jahre 2007 verkaufte das Land Hessen das Gebäude, das seitdem als Wohnhaus genutzt wird.